# Daisuke
Daisuke (だいすけ, ダイスケ), gesprochen „Daiske“, ist ein gebräuchlicher, männlicher japanischer Vorname.

## Bedeutung
Die erste Silbe Dai (kanji 大) bedeutet groß, die zweite Silbe Suke kann Hilfe (kanji 輔, 祐 oder 助), Regel (典) oder Versöhnung/Einigung (介) heißen.

## Bekannte Namensträger
- Daisuke Andō (* 1991), japanischer Fußballspieler
- Daisuke Ebisawa (* 1978), japanischer Biathlet
- Daisuke Enomoto (* 1971), japanischer Unternehmer
- Daisuke Ichikawa (* 1980), japanischer Fußballspieler
- Daisuke Igarashi (* 1969), japanischer Manga-Zeichner
- Daisuke Inoue (* 1940), japanischer Unternehmer
- Daisuke Ishiwatari (* 1973), japanischer Videospieleentwickler, Musiker, Komponist und Illustrator
- Daisuke Itō (1898–1981), japanischer Regisseur
- Daisuke Matsui (* 1981), japanischer Fußballspieler
- Daisuke Matsuzaka (* 1980), japanischer Baseballspieler
- Daisuke Nakajima (* 1989), japanischer Automobilrennfahrer
- Daisuke Nishio (* 1959), japanischer Filmregisseur
- Daisuke Obara (* 1981), japanischer Eishockeyspieler
- Daisuke Ono (* 1978), japanischer Sänger
- Daisuke Sakai (* 1987), japanischer Eishockeytorwart
- Daisuke Sakata (* 1983), japanischer Fußballspieler
- Daisuke Sekimoto (* 1981), japanischer Wrestler
- Daisuke Suzuki (* 1990), japanischer Fußballspieler
- Daisuke Takahashi (* 1986), japanischer Eiskunstläufer
- Daisuke Tsutsumi (* 1974), US-amerikanisch-japanischer Animator und Illustrator
- Daisuke Tochiazuma (* 1976), japanischer Sumoringer